# グッドナイト・マミー
『グッドナイト・マミー』（原題：Ich seh, ich seh、英題：Goodnight Mommy）は、2014年のオーストリアのホラー映画。

## あらすじ
森と畑に囲まれた一軒家に住む双子の兄弟は、母親の帰りを待っていた。ところが、母親の顔は包帯で巻かれており、性格まで冷たくなり、まるで別人のようになっていた。そこで、兄弟は帰ってきた母親が本物であるのか正体を暴くべく、彼女を試しはじめる...

## スタッフ
- 監督：ベロニカ・フランツ、セベリン・フィアラ
- 脚本：ベロニカ・フランツ、セベリン・フィアラ
- 製作：ウルリッヒ・ザイドル
- 撮影：マルティン・ゲシュラハト
- 編集：ミヒャエル・パルム
- 衣装：ターニャ・ハウスナー
- プロダクションデザイン：ハンネス・ザラート

## キャスト
- 母親      ：スザンネ・ヴェスト      / 日本語吹き替え - 根谷美智子
- エリアス：エリアス・シュワルツ   / 日本語吹き替え - 恒松あゆみ
- ルーカス：ルーカス・シュワルツ   / 日本語吹き替え - 青山玲菜
- 司祭      ：ハンス・エッシャー      / 日本語吹き替え - 砂山哲英
- バウアー：クリスティアン・シャッツ

## リメイク
2022年にAmazonオリジナル番組として、マット・ソベル監督、ナオミ・ワッツ主演で本作のリメイク作品が製作された。